# Vjetroelektrana Danilo
Vjetroelektrana Danilo, Vjetroelektrana Velika Glava ili VE Danilo je vjetroelektrana izgrađena u blizini sela Danilo u Šibensko-kninskoj županiji. VE Danilo se nalazi oko 15 kilometara od obale Jadranskog mora i grada Šibenika. Svih 19 vjetroagregata Enercon E-82 (svaki pojedinačne snage 2,3 MW), s ukupnom instaliranom snagom od 43,7 MW, proizvodit će oko 100 GWh električne energije godišnje, te obnovljivom energijom opskrbljivati oko 22 000 kućanstava u Hrvatskoj. Nakon službenog završetka testiranja pogona vjetroelektrane Danilo (Velika Glava, Bubrig i Crni Vrh), 70 milijuna eura vrijedan projekt pušten je u rad 5. lipnja 2014. Uz korištenje vrhunske tehnologije ova vjetroelektrana je projektirana i izgrađena u skladu s najstrožim kriterijima zaštite okoliša.

## Dijelovi vjetroelektrane

### Vjetroelektrana Velika Glava
43°42′32″N 16°04′21″E / 43.7088°N 16.0724°E

Vjetroelektrana Velika Glava je prvi dio vjetroelektrane Danilo. Sastoji se od 9 vjetroagregata koji su raspoređeni na brdu Velika Glava, odmah iznad naselja Danilo. Taj dio vjetroelektrane Danilo, vjetroelektrana Velika Glava, je jasno vidljiv s autoceste A1.

### Vjetroelektrana Danilo Kraljice
43°44′15″N 16°05′22″E / 43.7374°N 16.0895°E

Vjetroelektrana Danilo Kraljice je drugi dio vjetroelektrane Danilo. Sastoji se od 10 vjetroagregata koji su raspoređeni po brdima Bubrig i Crni Vrh, u blizini naselja Danilo Kraljice.
8 vjetroagregata nalazi se zapadno od glavne ceste koja prolazi kroz Danilo Kraljice. 7 ih je raspoređeno u pravilnom nizu, dok je jedan na malome brdu neposredno uz cestu. Svih 8 je na brdu Bubrig.
Druga dva su uz radio antenu s desne strane ceste, na brdu Crni Vrh.

## Vjetroelektrane u Hrvatskoj
Vjetroelektrane u Hrvatskoj su započele svoj razvoj još 1988., kada je Končar postavio prvi vjetroagregat u brodogradilištu Uljanik, koji se i danas tamo nalazi, no onda je razvoj istoga obustavljen. Danas Končar ima postavljen prvi prototip svog modernog vjetroagregata na lokaciji Pometeno brdo u blizini Splita i pokušava uhvatiti korak s ostalim poznatim proizvođačima vjetroagregata.
Promatrajući karakteristike vjetra na prostoru Hrvatske, može se zaključiti da Hrvatska ima na desetke područja koja imaju zadovoljavajući vjetropotencijal za izgradnju elektrana. Mjerenja određenih karakteristika vjetra (brzina, smjer, učestalost) pokazala su kako je za iskorištavanje energije vjetra povoljnije područje Jadrana od kontinentalnog dijela Hrvatske. Stoga su prve hrvatske vjetroelektrane izgradene upravo na tom području.
U Hrvatskoj je trenutno 20 vjetroelektrana koje su u normalnom radu (kolovoz 2018.) i koje isporučuju električnu energiju u elektroenergetski sustav Hrvatske. Instalirana snaga svih vjetrolektrana je 570 MW, u radu je 254 vjetroagregata koji isporučuju godišnje oko 1 475 GWh električne struje. Za usporedbu Termoelektrana Plomin ima snagu 330 MW i isporučuje godišnje oko 2 173 GWh električne struje.

## Galerija
- VE Danilo u prosincu 2014.
- VE Danilo u prosincu 2014.

## Poveznice
- Vjetroelektrane u Hrvatskoj